# L'Officiel
L'Officiel é uma revista francesa de moda criada em 1921. O nome completo da revista é L'Officiel de la couture et de la mode de Paris. Tem uma edição brasileira desde junho de 2012, publicada pelas Edições Escala Jalou.
Em julho de 2025, o Grupo AMTD anunciou o encerramento da edição brasileira da L’Officiel. Segundo o comunicado oficial, a decisão foi tomada após avaliação do cenário editorial e estratégico do grupo no país. O site e as redes sociais da publicação foram desativados em seguida, marcando o fim da operação nacional da revista após 12 anos de atividades.